# Luca Sacchi
Luca Andrea Sacchi, född 10 januari 1968 i Milano, är en italiensk före detta simmare.
Sacchi blev olympisk bronsmedaljör på 400 meter medley vid sommarspelen 1992 i Barcelona.